# Subdominante
En música, la subdominante es el nombre técnico que se le da al cuarto grado de una escala diatónica. Podemos encontrar la subdominante partiendo de una nota cualquiera (tónica) avanzando en la siguiente estructura: Tónica - Segunda Menor - Segunda Mayor - Tercera Menor - Tercera Mayor - Cuarta Justa. Su nombre se debe a la relación que establece con otro grado conocido como dominante, que corresponde al quinto grado de una escala diatónica. Una de las relaciones que se establece entre estos dos grados, está en que comparten la misma distancia con la tónica, la subdominante se encuentra "bajando" 7 semitonos partiendo desde la tónica tal como la dominante se encuentra "subiendo" 7 semitonos partiendo desde la tónica; En otras palabras, la tónica es la dominante de la subdominante y también resulta ser la nota que está inmediatamente "bajando" un tono de la dominante.
Entonces según el contexto se hablará de subdominante cuando se puede hacer referencia a la cuarta nota de una escala, o bien al acorde que se forma sobre dicha nota y/o a la función tonal y sonoridad correspondientes (siendo más frecuente esto último). En todos estos casos, se representa con el número romano IV si este está dentro del modo mayor, o con el iv si está dentro del modo menor. Por ejemplo, en la escala o tonalidad de do mayor que corresponde a las teclas blancas del teclado moderno, comenzando desde do, la subdominante es la nota fa; y el acorde de subdominante se compondría de las notas fa, la y do.
En teoría de la música, los acordes deben ser usados en cadencias que generen tanto un efecto de movimiento como a su vez diferentes matices para acompañar a una determinada melodía. El matiz más importante dentro de la música tonal es la tensión provocada por la sonoridad de la dominante, esta tensión está dada por el efecto tritonal del séptimo grado de la escala, en palabras simples, el acorde dominante tiene notas que generan una tensión sonora fuerte que obliga a una resolución en la tónica. Este efecto de tensión-resolución es lo que por un lado genera vitalidad dentro de la armonía y por otro lado nos indica sobre qué tonalidad está construida la música que se está escuchando. En cambio el acorde de subdominante representa una función tonal de tensión moderada y no resolutiva, ya que en su estructura los acordes que se forman no poseen el efecto tritonal, de esta forma la subdominante complementa y matiza la función tonal de la dominante dentro de la armonía de una pieza musical.
- Datos: Q536541
- Multimedia: Subdominant / Q536541